# Терзи Никола
Терзи Никола е български хайдутин от XIX век, действал в Разлога.

## Биография
Никола е роден около 1780 година в разложкото село Банско, което тогава е в Османската империя. По време на смутното време в Османската империя в началото на XIX век Никола се противопоставя на хайтите кърджалии и на башибозушките изстъпления в Разлога и в 1819 година формира хайдушка дружина. Дружината му унищожава бандата на Шабан Гега и местността, където става това, получава името Главите. Възпят е в народни песни.
Умира в Банско в 1845 година.